# توله‌بی (استان جامبیل)
توله‌بی (به قزاقی: Төле би، تولە بي}} یک منطقهٔ مسکونی در قزاقستان است که در شهرستان شو واقع شده‌است. توله‌بی ۱۹ نفر جمعیت دارد و ۶۱۰ متر بالاتر از سطح دریا واقع شده‌است.